# Bath (Dakota Południowa)
Bath – jednostka osadnicza w Stanach Zjednoczonych, w stanie Dakota Południowa, w hrabstwie Brown.